# Odobești (župa Bacău)
Odobești je rumunská obec v župě Bacău. Žije zde přibližně 2 300 obyvatel. Skládá se ze čtyř částí.

## Části obce
- Odobești – 447 obyvatel
- Bălușa – 86 obyvatel
- Ciuturești – 762 obyvatel
- Tisa-Silvestri – 1 000 obyvatel